# ニューぺがさす
ニューぺがさすは、 名門大洋フェリーが運航していたフェリー。後に改名されフェリーきょうととして就航した。

## 概要
ぺがさす (2代)の代船として尾道造船で建造され、1989年1月に就航した。名門大洋フェリー発足後の新造船第一船である。共有建造制度を利用して建造された船舶整備公団との共有船である。
1992年4月に航路の愛称をシティライン（CITY LINE）とした際に、フェリーきょうとへ改名された。
フェリーきょうと2の就航により、2002年に引退した。
その後、海外売船され、フィリピンのWG&AグループのスーパーフェリーでSuper Ferry 15として就航した。
2007年に韓国の云港中韓輪渡有限公司へ売却され中韓之星（C K Star）として平沢 - 連雲航路に就航している。

### 航路
名門大洋フェリー
- 大阪南港（大阪南港フェリーターミナル） - 新門司港（新門司フェリーターミナル）

## 船内
A甲板
- 特等室（洋室2名×2室、和洋室2名×4室）
- 一等室（和室4名×4室・3名×2室、和洋室6名×10室、洋室2名×7室、4名×10室）
- シャワー室

B甲板
- 2等和室（42名×4室、30名×2室、20名×3室、24名×2室）
- 2等洋室（20名×3室、18名×1室）
- 特別2等室（和室6名×8室、8名×8室）
- エントランスホール
- 案内所
- 売店
- TVラウンジ
- ゲーム機コーナー
- ミーティングルーム
- 麻雀室
- スナック
- 展望レストラン
- 展望浴室

C甲板
- 和洋レストルーム
- 浴室

ドライバー甲板
- ドライバー室（78名）

車両甲板
- C・D甲板：トラックデッキ
- E・F甲板：乗用車デッキ

## 事故・インシデント
1993年6月18日、6時15分ごろ、北九州港から大阪南港へ向かっていた本船は、大阪南港へ入港する際、大阪南港から徳島小松島港へ向かっていた徳島阪神フェリーのおとめ丸と、大阪港南防波堤灯台から西に0.8海里の地点で衝突した。本船の左舷側中央部におとめ丸の船首が前方から約60度の角度で衝突し、本船は左舷後部外板に約40メートルにわたって凹損を生じ、積載車両5台が損傷、おとめ丸は船首部外板が圧壊した。事故発生当時、天候は晴で風はほとんどなく、視程は約2海里だった。事故原因は、船舶の輻輳する海域において両船が安全な速力とせず、衝突のおそれのある態勢で接近する状況となった際に速やかに衝突回避措置をとらなかったため、とされた。